# Oecetis octophora
Oecetis octophora är en nattsländeart som beskrevs av Wolfram Mey 1998. Oecetis octophora ingår i släktet Oecetis och familjen långhornssländor. Inga underarter finns listade i Catalogue of Life.